# 코린토스 양식

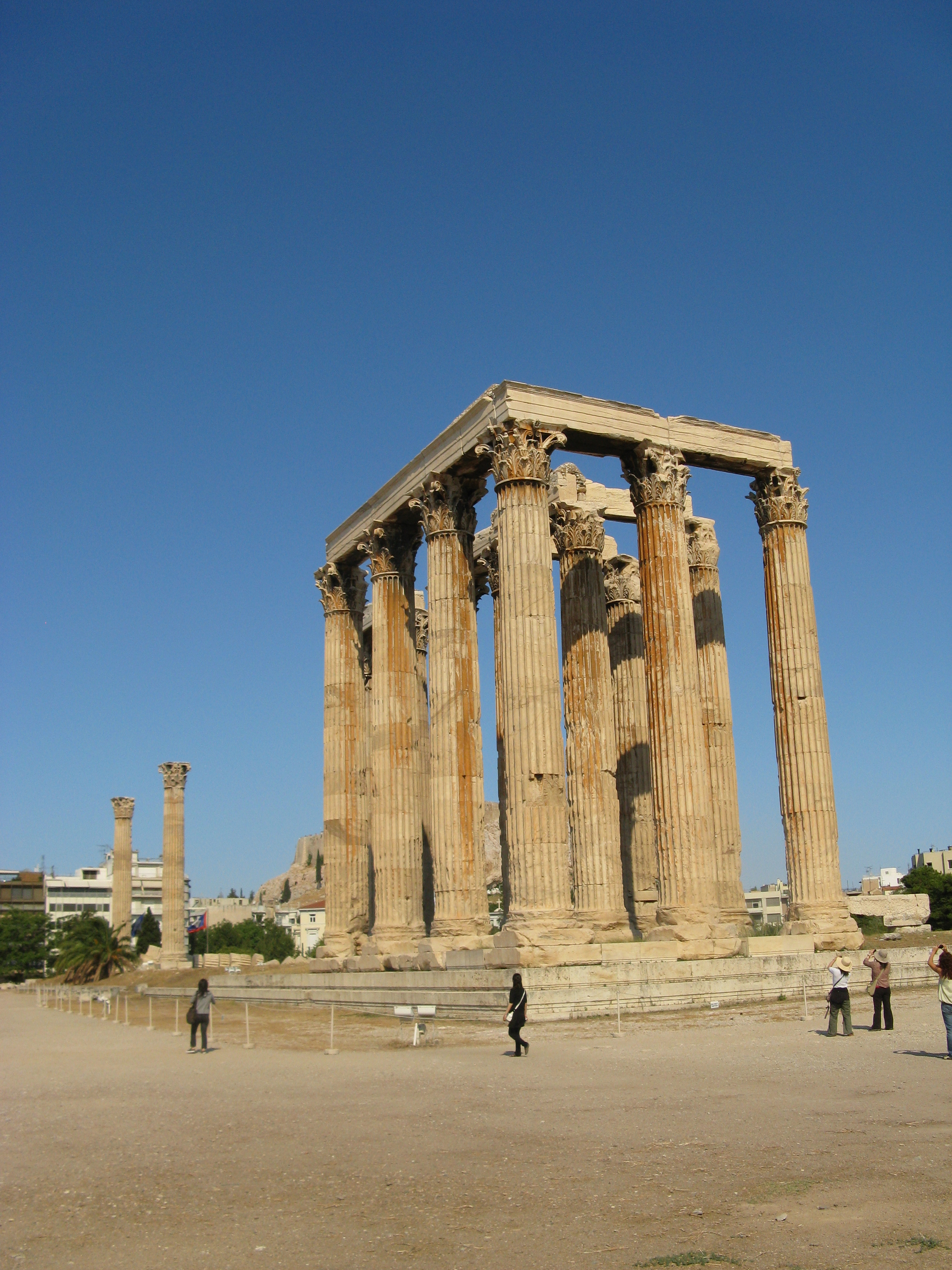

코린토스 양식은 도리아 양식과 이오니아 양식과 함께 고대 그리스의 주범 양식 중 하나이다.
기원전 5세기 중엽부터 4세기 중엽에 걸쳐서 코린토스 양식도 생겨났다. 코린토스 양식은 이오니아 양식의 변형이라고 보아도 좋다. 코린토스식 기둥머리의 유품으로서 가장 오래된 게 바사이의 아폴론 신전 유적(遺跡)에서 발견한 게 한 보기다. 이 기둥머리는 정규의 아칸투스 잎 꾸밈이 아니다. 그러나 의심할 것 없이 코린토스식 기둥머리이다.
기원전 400년 경에 세운 델포이의 원당(圓堂)은 그 외부에는 20개 도리아식 기둥이 있고, 내부에는 10개 코린토스식 기둥을 세우고 있었다. 유물에 의하여 복원한 코린토스식 기둥머리를 보면 바사이 선례와 비슷하다. 거꾸로 세운 종 모양 형태 중심에 빈 곳이 많고, 애버커스 바로 밑에 커다란 팔메트를 장식하고 있다. 마주보는 두 소용돌이 모양은 바사이 예와 같아 낮은 위치에 나타나 있다. 그러나 델포이 기둥머리에서는 소용돌이 모양이 재차 감아 올려지고, 애버커스의 모퉁이를 떠받치는 고사리 모양의 소용돌이에 연결하고 있다.
코린토스식 기둥머리가 충분히 발전한 형식은 에피다우로스의 원당(기원전 360∼330년？)이나 아테네의 유명한 리시크라테스의 기념비(기원전 334년경)에 더욱 잘 나타나 있다. 전자는 그 주위에 26개의 도리아식 기둥이 둘러싸고, 내부에 14개의 코린토스식 기둥을 가지고 있었다. 그 코린토스식의 기둥머리는 밧사이나 델포이의 보기와 달라서, 화려한 형성과 정교한 기술을 보이고 있다. 리시크라테스 기념비는 현존하는 코린토스식 기념비 중에서 가장 오래 되었고 또 가장 아름답다.
그리스 건축에 관한 한, 코린토스 양식은 그다지 중요한 역할을 하지 못했다. 이 양식은 그리스가 로마의 지배 아래에 속하기까지는 충분한 발전을 이룩하지 못했다. 기원전 4세기 말경, 마케도니아의 위세 아래에 이오니아에 있어서 코린토스 양식이 비교적 자유로이 응용되었다고 해도, 이 양식만으로 된 중요한 신전의 건축은 드물다. 코린토스 양식은 로마인에게 계승되어서 그들의 호사스런 취미에 맞추어 다시 화려하고 매우 정교한 것으로 만들어지게 되었다. 아테네의 올림피에이온(제우스 올림피오스 신전)이 로마의 건축가 코스티우스에 의하여 페이시스트라토스 시대의 옛 부지에 다시 건축될 때에 새로운 코린토스 양식이 쓰였다. 공사가 시작된 것은 기원전 176∼기원전 165년경이다. 그러나 작업이 중단되어 완성을 보는 데에 이르지 못했다. 아우구스투스 황제 시대에 재차 공사를 계속했으나, 완성된 것은 기원후 120∼130년경, 즉 하드리아누스 황제 때의 일이다.

## 같이 보기
- 코린토스식 투구

## 참고 문헌
- 이 문서에는 다음커뮤니케이션(현 카카오)에서 GFDL 또는 CC-SA 라이선스로 배포한 글로벌 세계대백과사전의 내용을 기초로 작성된 글이 포함되어 있습니다.